# Vienau
Vienau is een plaats en voormalige gemeente in de Duitse deelstaat Saksen-Anhalt, en maakt deel uit van de Landkreis Altmarkkreis Salzwedel.
Vienau telt 405 inwoners.